# Flugplatz Obo-Poste

i7
i11
i13
Der Flugplatz Obo-Poste (französisch Aérodrome d’Obo-Poste, ICAO-Code: FEFB) liegt im Südosten der Zentralafrikanischen Republik, am nordwestlichen Rand von Obo, der Hauptstadt der Präfektur Haut-Mbomou auf einer Höhe von 650 Metern. Seine Start- und Landebahn ist unbefestigt und verfügt nicht über eine Befeuerung. Der Flugplatz kann nur tagsüber und nur nach Sichtflugregeln angeflogen werden. Er verfügt nicht über reguläre Passagierverbindungen.